# Ema de Oliveira
Ema da Conceição Oliveira, mais conhecida por Ema de Oliveira (Braga, 2 de março de 1891 — Lisboa, 3 de setembro de 1951), foi uma atriz portuguesa.

## Biografia

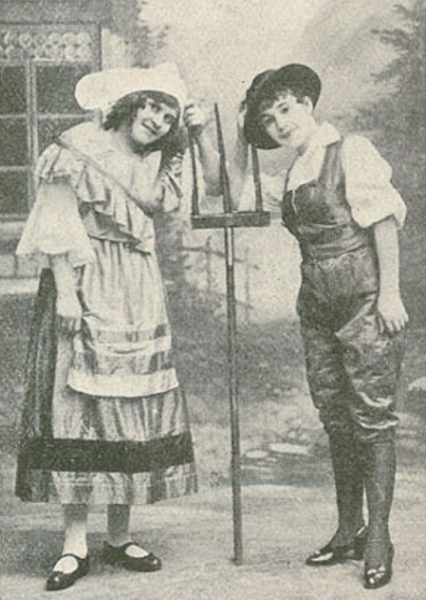
Ema de Oliveira e Julieta Soares na peça Novo mundo, no Teatro Éden (Illustração Portuguesa, 23 de outubro de 1916).

Nasceu em Braga, a 2 de março de 1891, filha de João Baptista Coelho e de Maria Firmina de Oliveira, naturais do Porto. Ainda jovem veio para Lisboa.
Estreou-se profissionalmente em 1911, no Teatro da Rua dos Condes e fez-se notar pelo feitio popular e alegre que imprimia nos papéis que desempenhava e pela forma pessoal como dizia e cantava. Passou pouco depois para o Teatro Avenida, onde representou várias revistas, entre elas O 31, e sucessivamente por todos os teatros de revista e opereta de Lisboa e Porto. As suas "mulheres do Norte", com a caricatura da pronúncia e a graça que lhe era peculiar, fizeram de Ema de Oliveira a atriz mais famosa do seu género característico em Portugal, durante algum tempo.
Outras peças de êxito do seu repertório foram Tic-tac, Pic-nic, Knock ou a vitória da medicina, Cabaz de morangos, Vinho novo, Vamos ao vira, Vista alegre/Revista Alegre, Espera de toiros, Boa nova, Novo mundo, País do sol, A rosa cantadeira e O disco voador, a sua última peça, em cena de junho a julho de 1950, no Maria Vitória e no Avenida. Foi integrante da Companhia António Macedo, Companhia Otelo de Carvalho, Teatro Novo, Companhia Hortense Luz, Companhia Eva Stachino, Empresa José Loureiro e Empresa Portuguesa de Espetáculos, Lda.
O jornal A Capital, descreveu a atriz da seguinte forma, em 1920: 
"Ema de Oliveira é uma artista de revista, a actriz-tipo para o genero. Os seus papeis são estudados minuciosamente, detalhados, objecto duma caracterisação e duma dição apropriada que denota da actriz não só amar a sua profissão, mas qualidades de inteligencia para apreciar. Tem mocidade, tem alegria. É popular. No seu metier podem-se-lhe citar já creações, tipos duma galeria de figuras populares, cromos vividos por um azougado temperamento. É uma artista modesta, melhor. Conhece o seu valor, não sair do seu meio e da sua graduação artistica é ainda uma qualidade de tacto e honestidade quasi rara, neste tempo em que as nulidades usam as letras garrafaes de estrelas. Depois, é uma optima colega para todos, franca e sincera. Grangeia amizades e admiradores. É justo o medalhão. São justas as palmas de hoje na sua festa."

Doenças e intervenções cirúrgicas afastaram-na do teatro nos últimos anos, aparecendo de tempos a tempos. A atriz foi casada com Fernando Pereira, de quem se divorciou. É muitas vezes confundida com a atriz contemporânea do mesmo nome, Ema de Oliveira.

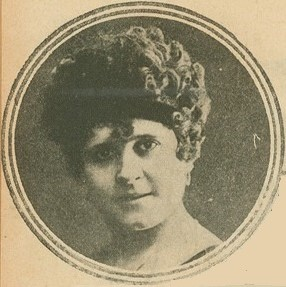
Ema de Oliveira aos 30 anos (Illustração Portuguesa, 17 de setembro de 1921).

Ema de Oliveira foi também a principal responsável pela entrada de Beatriz Costa no teatro em 1923, por ter escrito um bilhete de apresentação ao administrador do Teatro Éden.

## Morte
Morreu na sua residência em Lisboa, segundo esquerdo do número 576 da Rua de São Bento, freguesia de São Mamede, a 3 de setembro de 1951, vitimada por insuficiência aórtica, aos 60 anos de idade. Encontra-se sepultada no Cemitério do Alto de São João, em Lisboa.